# 島原復興アリーナ
島原復興アリーナ（しまばらふっこうアリーナ）は、長崎県島原市に所在する屋内スポーツ施設である。

## 概要
1990年の雲仙岳噴火災害における復旧事業の一環として、災害で発生した土砂を埋め立てて造成された平成町に2000年7月にオープンした。
2003年9月に隣接する島原勤労者総合福祉センターを統合してサブアリーナとした。2010年10月に国立代々木競技場に設置されていたサムライブルーの坂本龍馬像が、当アリーナに寄贈され敷地内に設置された。

## 施設
- メインアリーナ
  - 面積 - 2,770m2（62m×43m）
  - 利用可能数 - バレーボール 3面、バスケットボール 3面、バドミントン 12面など
  - 観客席 - 1,482人（2階固定席）、車いす席 10席
- サブアリーナ
  - 面積 - 656m2（32.4m×20.2m）
  - 利用可能数 - バレーボール 1面、バスケットボール 1面、バドミントン 3面など
- 研修室
- 音楽室
- 視聴覚室
- 会議室
- ランニングコース
- 駐車場 - 約500台

## 主な大会・イベント
県内の様々なスポーツイベントに利用されているほか、VリーグやWリーグ、プロレスなどの大会に使用されている。
2014年の長崎がんばらんば国体では、バレーボール（少年男子）とハンドボール競技が実施され、また平成町多目的広場ではサッカー競技が実施される予定である。

## 関連施設
- 平成町多目的広場（同一敷地内に設置されている）
  - 面積 - 46,000m2
  - 利用可能数 - サッカー 芝生3面、クレー1面
- 雲仙岳災害記念館
- アリーナ茶屋、うどん、おにぎり、弁当

## 交通アクセス
島原鉄道線島原駅から島鉄バス（深江・口之津・加津佐方面行き）、「アリーナ入口」下車